# Dover International Speedway
Dover International Speedway, malanomenat the Monster Mile ("la Milla Monstruosa"), és un autòdrom situat en la ciutat de Dover, estat de Delaware, Estats Units, 85 km al sud de Filadèlfia i 95 km a l'est de Baltimore. Inaugurat en l'any 1969, va ser dissenyat per Melvin Joseph amb una pista de carreres de cavalls en la seua secció interna, aquesta dita Dover Downs. L'autòdrom es va denominar Dover Downs International Speedway fins a febrer de 2002, quan l'activitat d'ambdós ovals va ser dividida en dues empreses distintes. Dover Motorsports, l'actual propietària de l'autòdrom, també és ama dels ovals de Nashville Superspeedway, Gateway i Memphis.
L'oval té una longitud d'exactament 1 milla (1.609 metres), i un format tradicional de dues corbes amb un peralt de 24 graus connectades per dues rectes. El fort peralt ho fa un dels ovals d'una milla més ràpids. Des de 1995, la pista està recoberta de formigó, igual que Bristol i Nashville Superspeedway.
La NASCAR Cup Series disputa una carrera al maig o juny des de 1969 (una setmana després de les 600 Milles de Charlotte), i una al setembre des de 1971. Les carreres van tenir una durada de 300 milles (480 km) fins a 1970, 500 milles (800 km) des de 1971 fins a juny de 1997, i 400 milles (640 km) a partir de setembre de 1997. La NASCAR Nationwide Series acompanya a aqueixa categoria des de 1982 i 1986 respectivament amb sengles carreres de 200 milles (320 km) de durada. La NASCAR Truck Series va visitar Dover al setembre de 2000 i al maig o juny a partir de 2001. La IndyCar Series va disputar dues carreres allí, al juliol de 1998 i agost de 1999.

## Rècords de volta
- NASCAR Cup Series: Jeremy Mayfield, 2004, 22,288 s, 161,522 mph (259,889 km/h)
- NASCAR Nationwide Series: David Green, 2004, 22,797 s, 157,915 mph (254,085 km/h)
- NASCAR Truck Series: David Starr, 2005, 22,846 s, 157,577 mph (253,541 km/h)

## Guanyadors recents

### NASCAR
| Any  | Cup Series       | Cup Series         | Nationwide Series  | Nationwide Series | Truck Series  |
| Any  | Maig/juny        | Setembre           | Maig/juny          | Setembre          | Truck Series  |
| ---- | ---------------- | ------------------ | ------------------ | ----------------- | ------------- |
| 1990 | Derrike Cope     | Bill Elliott       | Michael Waltrip    | Harry Gant        | -             |
| 1991 | Ken Schrader     | Harry Gant         | Todd Bodine        | Harry Gant        | -             |
| 1992 | Harry Gant       | Ricky Rudd         | Robert Pressley    | Robert Pressley   | -             |
| 1993 | Dale Earnhardt   | Rusty Wallace      | Todd Bodine        | Todd Bodine       | -             |
| 1994 | Rusty Wallace    | Rusty Wallace      | Mike Wallace       | Johnny Benson Jr. | -             |
| 1995 | Kyle Petty       | Jeff Gordon        | Mike McLaughlin    | Johnny Rumley     | -             |
| 1996 | Jeff Gordon      | Jeff Gordon        | Randy LaJoie       | Randy Lajoie      | -             |
| 1997 | Ricky Rudd       | Mark Martin        | Bobby Labonte      | Joe Bessey        | -             |
| 1998 | Dale Jarrett     | Mark Martin        | Dale Earnhardt Jr. | Matt Kenseth      | -             |
| 1999 | Bobby Labonte    | Mark Martin        | Dale Earnhardt Jr. | Casey Atwood      | -             |
| 2000 | Tony Stewart     | Tony Stewart       | Jason Keller       | Matt Kenseth      | Kurt Busch    |
| 2001 | Jeff Gordon      | Dale Earnhardt Jr. | Jimmy Spencer      | Jeff Green        | Scott Riggs   |
| 2002 | Jimmie Johnson   | Jimmie Johnson     | Greg Biffle        | Scott Wimmer      | Ted Musgrave  |
| 2003 | Ryan Newman      | Ryan Newman        | Joe Nemechek       | Brian Vickers     | Jason Leffler |
| 2004 | Mark Martin      | Ryan Newman        | Greg Biffle        | Martin Truex Jr.  | Chad Chaffin  |
| 2005 | Greg Biffle      | Jimmie Johnson     | Martin Truex Jr.   | Ryan Newman       | Kyle Busch    |
| 2006 | Matt Kenseth     | Jeff Burton        | Jeff Burton        | Clint Bowyer      | Mark Martin   |
| 2007 | Martin Truex Jr. | Carl Edwards       | Carl Edwards       | Denny Hamlin      | Ron Hornaday  |
| 2008 | Kyle Busch       | Greg Biffle        | Denny Hamlin       | Kyle Busch        | Scott Speed   |
| 2009 | Jimmie Johnson   | Jimmie Johnson     | Brad Keselowski    | Clint Bowyer      | Brian Scott   |
| 2010 | Kyle Busch       | -                  | Kyle Busch         | -                 | Aric Almirola |

### IndyCar
| Any  | Pilot       | Automòbil          | Equip  |
| ---- | ----------- | ------------------ | ------ |
| 1998 | Scott Sharp | Dallara Oldsmobile | Kelley |
| 1999 | Greg Ray    | Dallara Oldsmobile | Menard |